# NXT TakeOver: Stand & Deliver
NXT TakeOver: Stand & Deliver was een tweedaagse televisie-special in het professioneel worstelen, pay-per-view (PPV) en WWE Network evenement dat georganiseerd werd door WWE voor hun NXT en NXT UK brands. Het was de 34ste editie van NXT TakeOver en vond plaats op 7 en 8 april 2021 in het WWE Performance Center, gehost en uitgezonden vanuit het Capitol Wrestling Center (CWC) in Orlando, Florida.

## Matches
| Nr. | Match | Winnaar(s)           | Opmerkingen | Bron  |
| --- | --- | -------------------- | --- | ----- |
| 1P  | Zoey Stark vs. Toni Storm | Zoey Stark           | Een-op-een match. | [ 2 ] |
| 2   | Pete Dunne vs. Kushida | Pete Dunne           | Een-op-een match. | [ 2 ] |
| 3   | Leon Ruff vs. Isaiah "Swerve" Scott vs. Bronson Reed vs. Cameron Grimes vs. Dexter Lumis vs. LA Knight                                     | Bronson Reed         | 6-man Gauntlet Eliminator match om de eerst volgende tegenstander te worden voor het NXT North American Championship voor op 8 april 2021. | [ 2 ] |
| 4   | Walter (c) vs. Tommaso Ciampa | Walter               | Een-op-een match voor het NXT United Kingdom Championship.                                                                                 | [ 2 ] |
| 5   | MSK (Wes Lee & Nash Carter) vs. Grizzled Young Veterans (James Drake & Zack Gibson) vs. Legado Del Fantasma (Raul Mendoza & Joaquin Wilde) | MSK                  | Triple Threat tag team match voor het vacante NXT Tag Team Championship.                                                                   | [ 2 ] |
| 6   | Io Shirai (c) vs. Raquel González (met Dakota Kai)                                                                                         | Raquel González (nc) | Een-op-een match voor het NXT Women's Championship.                                                                                        | [ 2 ] |

| Nr. | Match | Winnaar(s)                     | Opmerkingen                                                              | Bron  |
| --- | --- | ------------------------------ | ------------------------------------------------------------------------ | ----- |
| 1P  | Killian Dain & Drake Maverick vs. Breezango (Tyler Breeze & Fandango)                                                                  | Killian Dain & Drake Maverick  | Tag team match.                                                          | [ 3 ] |
| 2   | Jordan Devlin (NXT Cruiserweight Champion) vs. Santos Escobar (Interim NXT Cruiserweight Champion) (met Raul Mendoza en Joaquin Wilde) | Santos Escobar                 | Ladder match om te bepalen wie Undisputed NXT Cruiserweight Champion is. | [ 3 ] |
| 4   | Ember Moon & Shotzi Blackheart (c) vs. The Way (Candice LeRae & Indi Hartwell)                                                         | Ember Moon & Shotzi Blackheart | Tag team match voor het NXT Women's Tag Team Championship                | [ 3 ] |
| 3   | Johnny Gargano (c) (met Austin Theory) vs. Gauntlet Eliminator winnaar                                                                 | Johnny Gargano                 | Een-op-een match voor het NXT North American Championship.               | [ 3 ] |
| 5   | Finn Bálor (c) vs. Karrion Kross (met Scarlett)                                                                                        | Karrion Kross (nc)             | Een-op-een match voor het NXT Championship.                              | [ 3 ] |
| 6   | Adam Cole vs. Kyle O'Reilly | Kyle O'Reilly                  | Unsanctioned match.                                                      | [ 3 ] |